# Вайлер, Рене
Рене́ Ва́йлер (нем. René Weiler; род. 13 сентября 1973, Винтертур, Цюрих) — швейцарский футболист и футбольный тренер.

## Игровая карьера

### Клубная
Вайлер начал свою карьеру в 1990 году в ФК «Винтертур», клубе своего родного города, выступавшем на тот момент в Челлендж-лиге. В 1993 году он перебрался в «Арау», команду швейцарской Суперлиги. Спустя год Рене оказался в «Серветте», где провёл 41 матч за два сезона. С 1996 года Вайлер — игрок ФК «Цюрих». Он закончил свою карьеру в «Винтертуре», где последнее время выступал за дублирующую команду.

### В сборной
10 февраля 1997 года сыграл свой первый матч за сборную Швейцарии (заменив Мурата Якина), в котором те уступили 1:2 национальной команде России. Вайлер неоднократно вызывался в состав сборной, но на поле более не выходил.

## Тренерская карьера
Вайлер стал помощником тренера в «Винтертуре» 1 марта 2001 года. Исполнял обязанности главного тренера с июня по июль 2001 года и с января по февраль 2002 года. Был главным тренером клуба «Санкт-Галлен» с 9 октября по 28 октября 2007 года. Полноценную тренерскую практику Рене получил в «Шаффхаузене» и «Арау», где добился определённых успехов. С 12 ноября 2014 года Вайлер получил первый опыт зарубежной работы — в немецком «Нюрнберге». В первый сезон под его руководством команда заняла 9-е место, в следующем — 3-е, но в стыковых матчах за право сыграть в Бундеслиге уступила «Айнтрахту» из Франкфурта. Летом 2016-го возглавил «Андерлехт».

## Достижения
«Арау»
- Чемпион Челлендж-лиги (1): 2012/13

«Андерлехт»
- Лига Жюпилер (1): 2016/17